# 信義路 (臺北市)

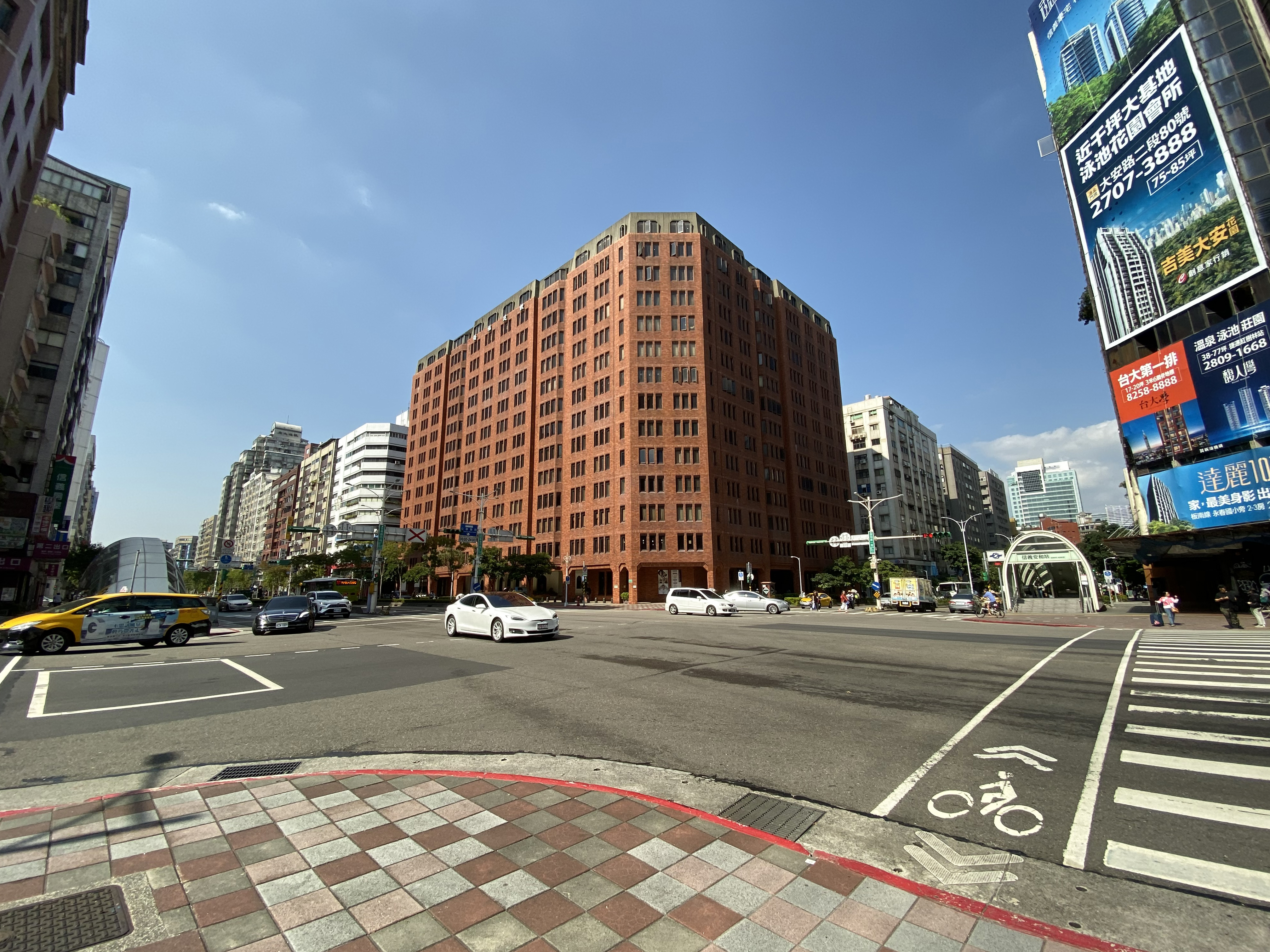
信義路四段與安和路路口

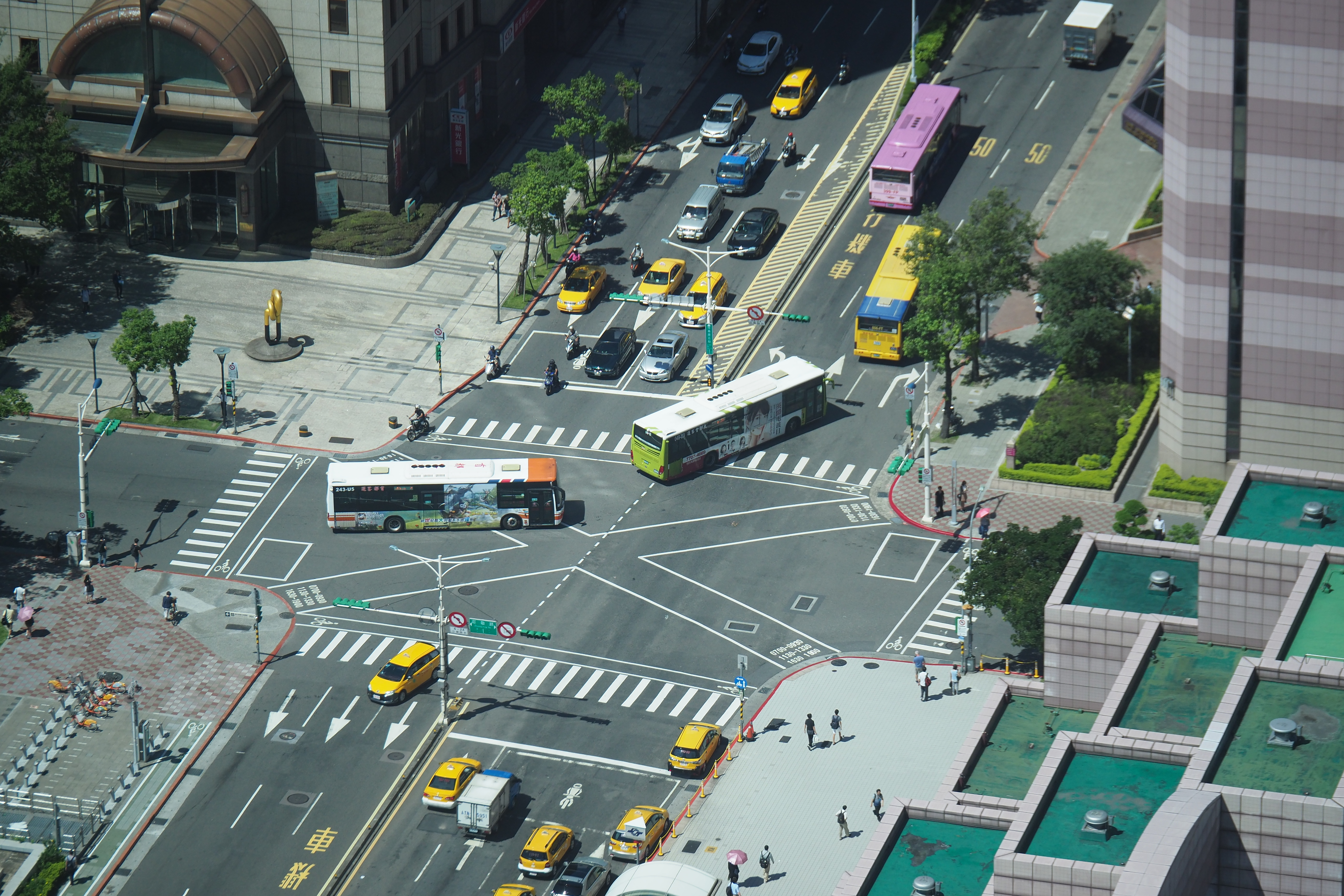
信義路五段與莊敬路口

信義路為臺北市主要幹道之一，為東西向道路。信義路共有六段，一到四段屬東向單行道；福德街不分段，但曾有更名為「信義路七段」的提案。信義路西接臺北府城東門，福德街東接東新路170巷。信義路、福德街是臺北市東西交通往來的重要幹道，其路線為臺北市最繁華的區域之一，沿途經過中正紀念堂、大安森林公園、臺北101、信義計畫區、臺北世界貿易中心等多個國際著名地標，吸引來自國內外的遊客。此外，臺北捷運淡水信義線（信義線）即沿著此路運行，其中東門站至象山站段已於2013年11月24日正式通車，還設置2段自行車道；延伸至福德街200號的廣慈／奉天宮站則正在興建中，預計在2025年通車。

## 行經行政區域
（由西至東）
- 中正區：（一段、二段單號，東向單行道）
- 大安區：（二段雙號、三段、四段光復南路口以西，東向單行道）
- 信義區：（四段光復南路口以東、五段、六段、福德街309巷口以西）
- 南港區：（福德街309巷口以東）

## 歷史
信義路之名取自民國初年新生活運動所倡導的國民道德四維八德。現今信義路路廊在清代僅為東門到三張犁的田間小路；日治後依都市計畫闢為筆直道路，稱為三張犁道路。由於日軍藉由此路通往靶場（位於今三張犁），又稱為陸軍路。1969年，信義路三、四段建成，原舊路於翌年改稱文昌街，形成信義路八號橋卻位於文昌街上的有趣景觀，原鄉道資格因臺北市升格而解編為市區道路。1980年中正紀念堂興建完畢，成為臺北著名地標，信義路延長至今日五段，原舊路改稱松勤街，和忠孝東路一起帶動了信義區的發展。1985年信義路五段改線，原五段末端改名松德路，同時信義路延長至今日六段。2004年信義路沿線的臺北101完工，當時為世界最高摩天大樓之一。
2004年8月起，為了台北捷運信義線的工程準備，因此移植了快慢車道分隔島及人行道上的行道樹，如大王椰子、樟樹等。這改變了信義路原本林蔭大道的意象。

## 分段
信義路共分六段，福德街不分段。

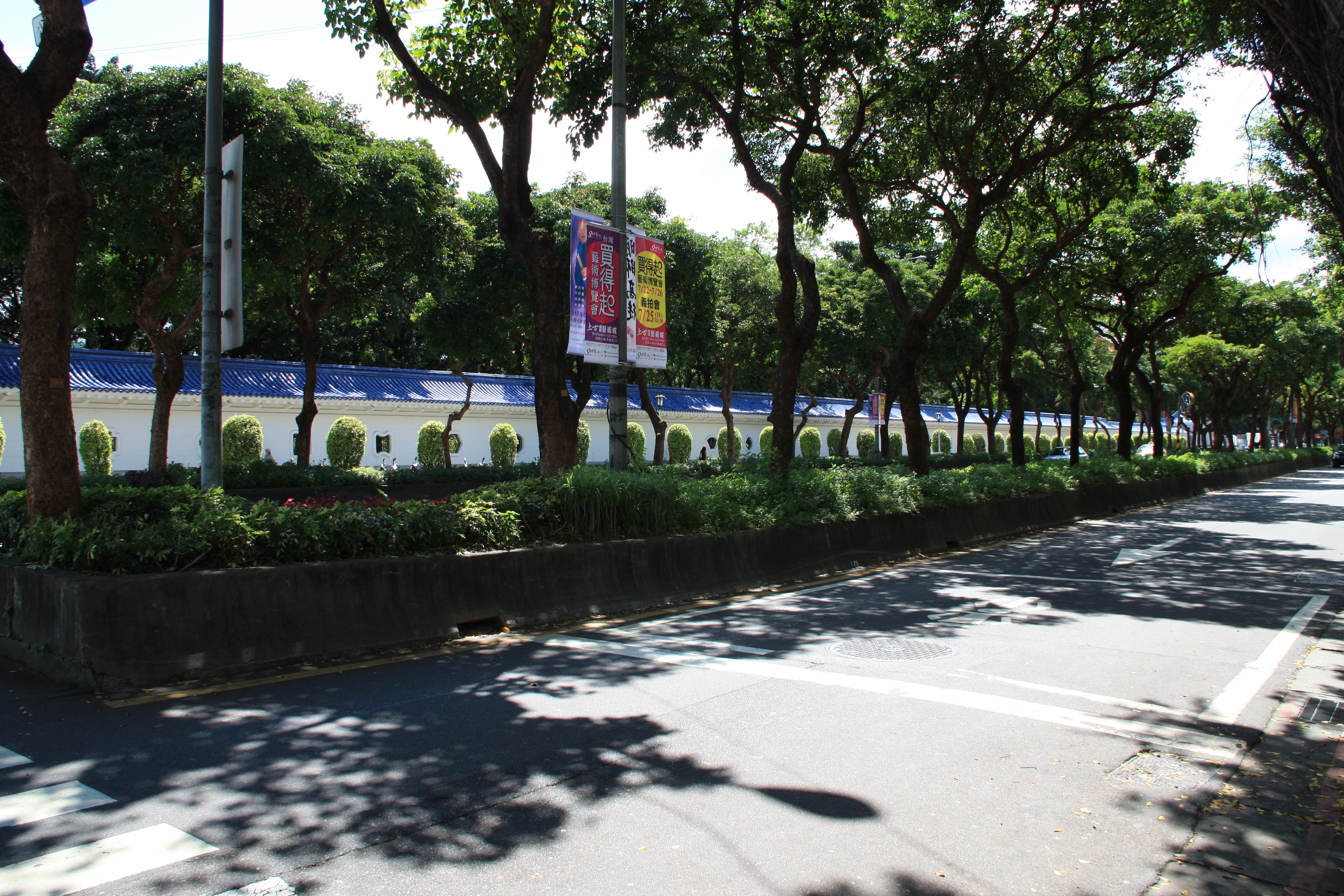
信義路一段

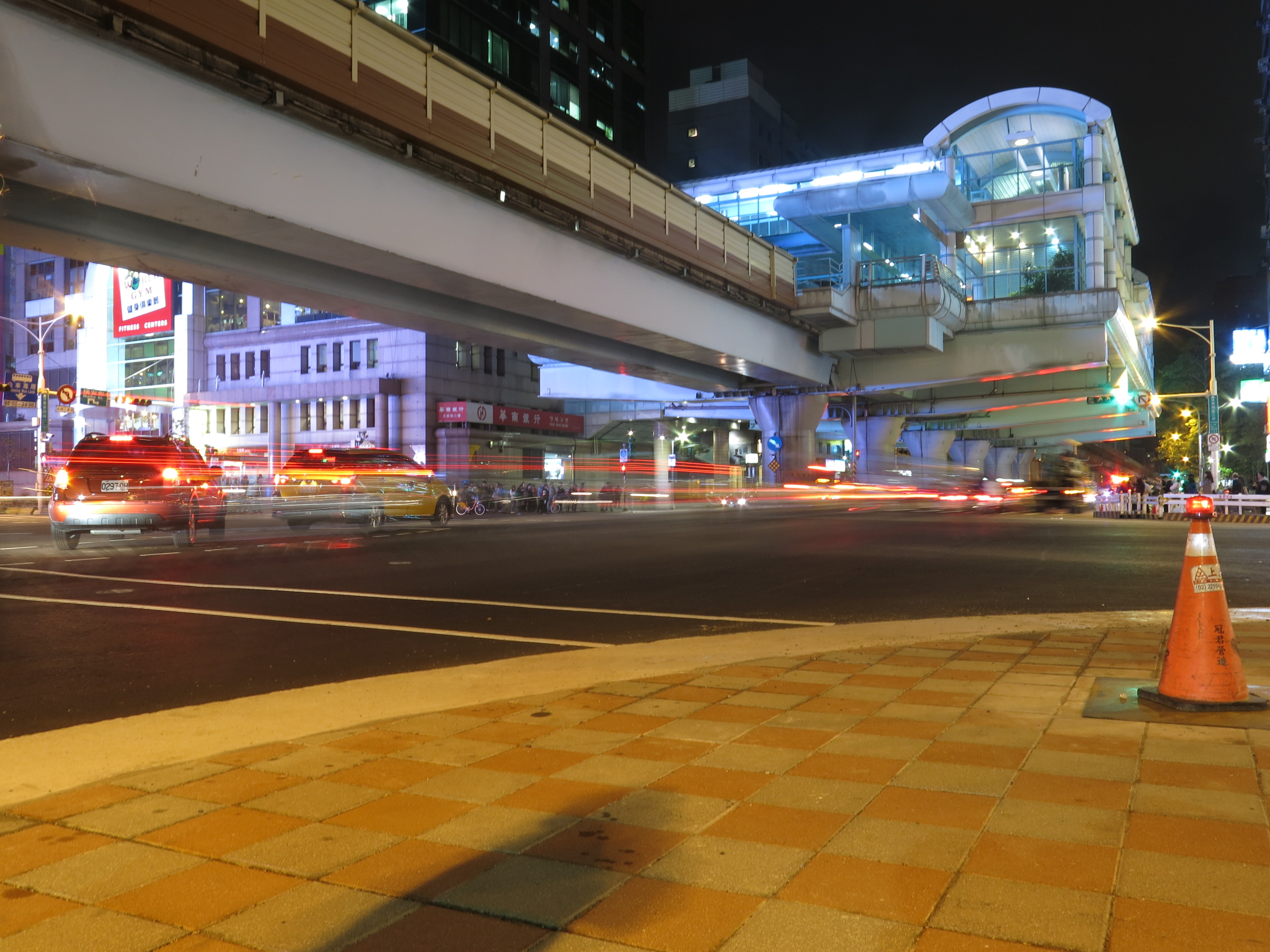
信義路三段與復興南路口

- 一段：西於中山南路與凱達格蘭大道相接，東於杭州南路與信義路二段相接。              設有劃分島,內側禁行機慢車
- 二段：西於杭州南路與信義路一段相接，東於新生南路與信義路三段相接。
- 三段：西於新生南路與信義路二段相接，東於復興南路與信義路四段相接。
- 四段：西於復興南路與信義路三段相接，東於基隆路與信義路五段相接。
- 五段：西於基隆路與信義路四段相接，東於松德路與信義路六段相接。
- 六段：西於松德路與信義路五段相接，東於松山路與福德街相接。
- 福德街：西於松山路與信義路六段相接，東於南港國宅（福德路373巷）與東新路170巷相接。

## 沿線設施
（由西至東）
- 一段
  - 臺北府城東門（景福門，中山南路口）
  - 中正紀念堂（正門位於中山南路21號）
  - 中正紀念堂地下停車場
  - 中正運動中心(1號)
  - 國防部文化營區（3號）
  - 行政院洗錢防制辦公室（5樓）
  - 漢聲廣播電台（5樓）
  - 國防部福利事業管理處（7樓）
  - 軍事新聞通訊社（9樓）
  - 青年日報社（10樓）
  - 中華電信總公司（21之3號）
  - 台北市公共自行車租賃系統信義杭州路口(中華電信總公司)
- 二段
  - 臺北市私立金甌女子高級中學（正門位於杭州南路二段1號）
  - 東門市場(81號)
  - 義美食品總管理處(88號10F)
  - 捷運東門站（166號B1）
  - 台北市公共自行車租賃系統捷運東門站
  - 台北市公共自行車租賃系統信義永康街口
  - 永康街商圈
  - 鼎泰豐信義店（本店）（196號）
  - 鼎泰豐新生店（277號）
- 三段
  - 大安森林公園（正門位於新生南路二段1號）
  - 大安森林公園地下停車場
  - 台灣基督長老教會義光教會（31巷16號）
  - 捷運大安森林公園站（新生南路口，100號B1）
  - 台北市公共自行車租賃系統捷運大安森林公園站
  - 天使美術館（41號）
  - 經濟部產業發展署及經濟部水利署台北辦公區（41之3號，信義大樓內）
  - 台北市公共自行車租賃系統信義建國路口
  - 合作金庫銀行建國分行（77號）
  - 中華郵政台北大安郵局（台北117支）（89號）
  - 信義市場（107號）
  - 臺灣銀行信義大樓（132號）
  - 美國在台協會台北辦事處舊址（134巷7號）
  - 衛生福利部中央健康保險署大樓（140號）
  - 國立臺灣師範大學附屬高級中學（143號）
  - 台北市農會（151號）
  - 臺北市政府客家事務委員會(157巷11號)
- 四段
  - 捷運大安站（復興南路口，2號）
  - 台北市公共自行車租賃系統捷運大安站
  - 台北市公共自行車租賃系統信義敦化路口
  - 信維市場（60號）
  - 東方工商(186巷8號)
  - 捷運信義安和站（安和路口，212之1號B1）
  - 台北市公共自行車租賃系統捷運信義安和站
  - 臺北市政府警察局大安分局&安和路派出所(216號)
  - 黑松食品總公司(296號3F)
  - 信基大樓（460、462、466號）
- 五段
  - 臺北國際會議中心（1號）
  - 震旦國際大樓（2號）
  - 臺北世界貿易中心展覽大樓（世貿一館）（5號）
  - 信義計劃區
  - 臺北101大樓（7號）
  - 臺北市信義區行政中心（15號）
  - 臺北市政府警察局信義分局&三張犁派出所（17號）
  - 台北市公共自行車租賃系統信義廣場站
  - 信義廣場
  - 信義廣場地下停車場
  - 捷運台北101/世貿站（市府路口，20號B1）
  - 台北市公共自行車租賃系統捷運台北101/世貿站
  - 象山公園
  - 台北市公共自行車租賃系統象山公園
  - 國泰世華松勤分行(106號1樓)
  - 美商摩根大通銀行 台北分行(106號3 、8、9 樓 以及 108號3 、8樓)
  - 建行臺北分公司(108號1樓)
  - 象山登山口(150巷22弄)
  - 捷運象山站（152號B1）
  - 台北市公共自行車租賃系統捷運象山站
  - 信義快速道路信義路端
  - 臺北市政府警察局婦幼警察隊及少年警察隊（180號）
- 六段
  - 財政部臺北國稅局宿舍
  - 松友公園(76巷2弄)

## 道路設計

### 車道數
- 一段：單向西往東七車道，北側第二、南側第五車道為雙向公車專用道（公車站處南側少一道），40米寬。
- 二段～四段：單向西往東六車道，中央二車道為雙向公車專用道（光復南路-基隆路無順向公車專用道），40米寬。
- 五段（基隆路-松仁路）：雙向各三車道，30米寬。
- 五段（松仁路-松德路）：西往東二車道，東往西三~五車道，40米寬。
- 六段：雙向各二車道，20米寬。
- 福德街（松山路-中坡南路）：雙向各二車道，25米寬。
- 福德街（中坡南路-福德路373巷）：雙向各單車道，12米寬。

### 號碼
- 一段：單號1~21。
- 二段：單號1~287，雙號2~246。
- 三段：單號1~151，雙號104~202。
- 四段：單號1~415，雙號2~468。
- 五段：單號1~117，雙號2~180。
- 六段：單號1~123，雙號2~132。
- 福德街：單號1~419，雙號2~340。